# アナウンスメント効果
アナウンスメント効果（アナウンスメントこうか、英: announcement effect）とは、選挙の事前予測が投票行動に与える影響のこと。「有利」だと予測された候補者が、そのために勝ち馬志向の有権者の票をさらに獲得して「なだれ現象」的に集票する効果（バンドワゴン効果と言う）と、逆に「苦戦」を予測された候補者が、そのために有権者の危機感や同情を呼び、票を掘り起こす効果（アンダードッグ効果という）の両面がある。